# 작은박쥐류
작은박쥐류(Microbats)는 박쥐목의 작은박쥐아목(Microchiroptera)에 속하는 박쥐의 총칭이다. 소익수아목(小翼手亞目)으로도 부른다.

## 특징
큰박쥐류 박쥐가 주로 시각에 의존하는 것에 비해, 작은박쥐류는 시각이 별로 발달하지 못했다. 그 대신에 초음파에 의한 반향 정위 능력을 획득했으며, 불빛이 없는 곳에서도 장애물에 부딪히지 않고 비행이 가능하다. 기본적으로 식충성 동물이지만, 화밀(花蜜)과 물고기를 먹고, 육식을 하는 종도 있으며 큰박쥐류에 비하여 다양한 먹이를 먹는다.
큰박쥐류와 작은박쥐류는 다음과 같이 구별할 수 있다.
- 작은박쥐류는 모두 반향정위를 사용하지만, 큰박쥐류는 반드시 그렇지는 않다.(이집트 과일박쥐의 일종인 루셋큰박쥐속 박쥐는 예외이다.)
- 작은박쥐류는 앞발의 두 번째 발가락 끝에 발톱이 없다.

## 하위 분류
- 작은박쥐아목 또는 소익수아목(小翼手亞目, Microchiroptera)
  - 보자기날개박쥐상과 (Emballonuroidea)
    - 보자기날개박쥐과 (Emballonuridae)

  - 자유꼬리박쥐상과 (Molossoidea)
    - 자유꼬리박쥐과 (Molossidae)
    - 안트로조우스과 (Antrozoidae)

  - 깔때기귀박쥐상과 (Nataloidea)
    - 연기박쥐과 (Furipteridae)
    - 흡반발박쥐과 (Myzopodidae)
    - 깔때기귀박쥐과 (Natalidae)
    - 원반날개박쥐과 (Thyropteridae)

  - 불독박쥐상과 (Noctilionidea)
    - 유령얼굴박쥐과 (Mormoopidae)
    - 짧은꼬리박쥐과 (Mystacinidae)
    - 불독박쥐과 (Noctilionidae)
    - 아메리카잎코박쥐과 또는 주걱박쥐과 또는 필로스토무스과 (Phyllostomidae) - 신세계잎코박쥐과

  - 관박쥐상과 (Rhinolophoidea)
    - 위흡혈박쥐과 (Megadermatidae)
    - 틈새얼굴박쥐과 (Nycteridae)
    - 관박쥐과 (Rhinolophidae)
    - 잎코박쥐과 (Hipposideridae) - 구세계잎코박쥐과

  - 생쥐꼬리박쥐상과 (Rhinopomatoidea)
    - 키티돼지코박쥐과 (Craseonycteridae)
    - 생쥐꼬리박쥐과 (Rhinopomatidae)

  - 애기박쥐상과 (Vespertilionoidea)
    - 애기박쥐과 (Vespertilionidae)